# Armerad slang

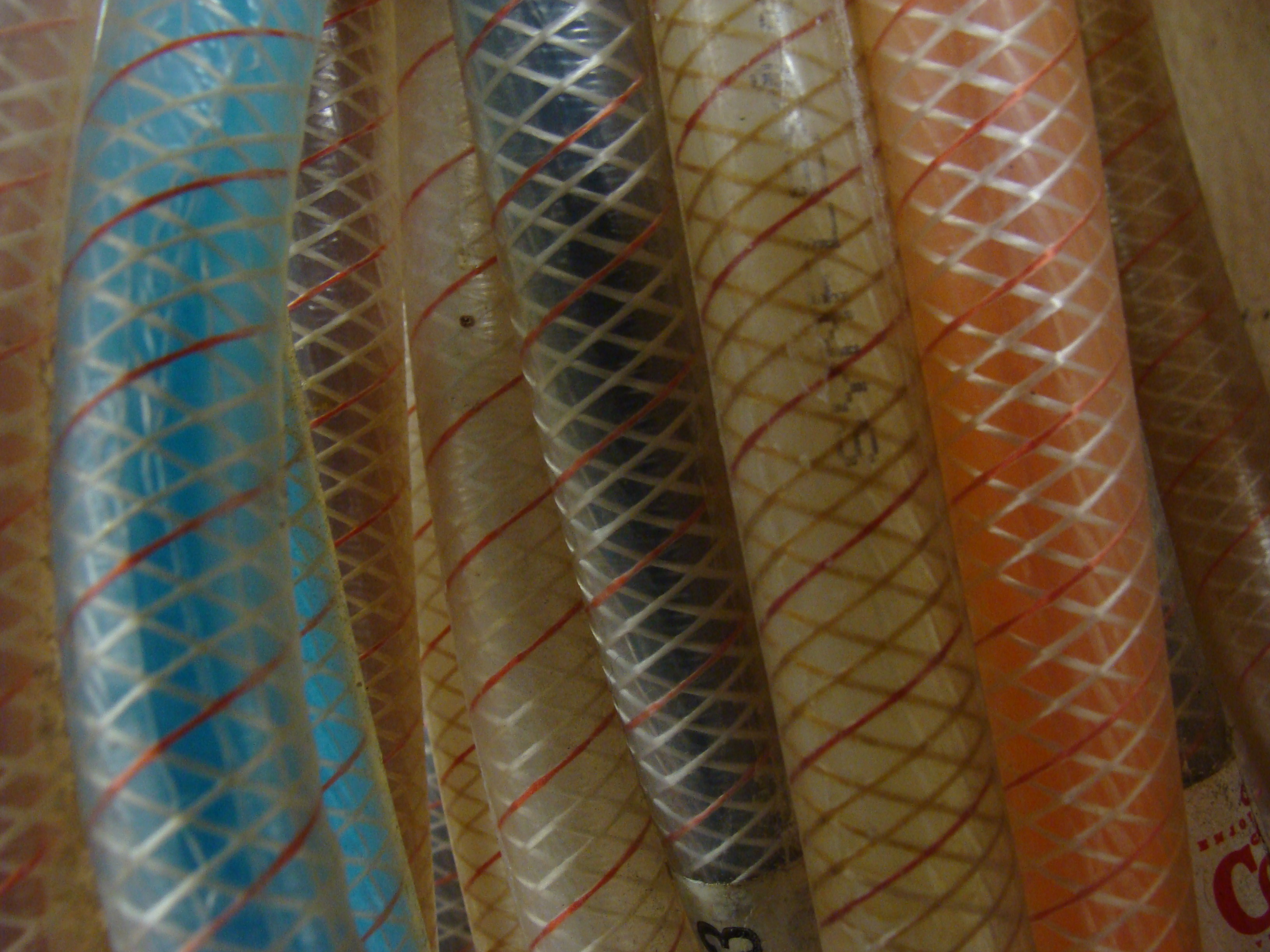
Armerad slang

Armerad slang är en vanlig slang som är förstärkt med ett metallnät för att klara ett stort övertryck.